# 拿口站
拿口站位于福建省南平市邵武市拿口镇，建于1956年。距鹰潭站187公里，距厦门站507公里。现为四等站。客运办理旅客乘降、行李包裹托运，货运仅办理整车粮食、卷筒纸发送及化肥、盐到达。